# Ronaldo Kwateh
 (mars 2023).
Ronaldo Kwateh, né le 19 octobre 2004 à Bantul, est un footballeur international indonésien. Il joue au poste d'attaquant à Bodrumspor.

## Biographie

### En club
En 2021, il signe avec Madura United. Il joue son premier match le 3 septembre contre Persikabo 1973 et il devient le plus jeune joueur de l'histoire du championnat d'Indonésie à l'âge de 16 ans, 10 mois et 15 jours. Le 12 décembre, il marque son premier but contre Bali United. 
Le 15 février 2023, il signe avec Bodrumspor en deuxième division turque jusqu'au 30 juin 2025.

### En sélection
Le 27 janvier 2022, il fait son début avec l'Indonésie lors d'une rencontre amicale contre le Timor oriental à Bali et devient le plus jeune joueur de l'histoire de la sélection à l'âge de 17 ans et 104 jours.